# Conostephium
Conostephium je rod rostlin z čeledi vřesovcovité. Jsou to malé stálezelené keře s drobnými až středně velkými jednoduchými listy a jednotlivými, úžlabními, pětičetnými, většinou převislými květy. Plodem je více nebo méně dužnatá peckovice.
Rod zahrnuje 14 druhů a je rozšířen výhradně v jihozápadní Austrálii. V rámci čeledi Ericaceae je řazen do podčeledi Epacridoideae a tribu Styphelieae. V minulosti byl součástí dnes již zrušené čeledi Epacridaceae.